# Voodoo Lounge
Voodoo Lounge – album grupy The Rolling Stones. Pierwszy album z udziałem Darryla Jonesa.

## Lista utworów
1. "Love Is Strong" – 3:50
2. "You Got Me Rocking" – 3:35
3. "Sparks Will Fly" – 3:16
4. "The Worst" – 2:24
5. "New Faces" – 2:52
6. "Moon Is Up" – 3:42
7. "Out of Tears" – 5:27
8. "I Go Wild" – 4:23
9. "Brand New Car" – 4:15
10. "Sweethearts Together" – 4:45
11. "Suck on the Jugular" – 4:28
12. "Blinded by Rainbows" – 4:33
13. "Baby Break It Down" – 4:09
14. "Thru and Thru" – 6:15
15. "Mean Disposition" – 4:09

## Muzycy
- Mick Jagger – śpiew, śpiew towarzyszący, elektryczna gitara, harmonijka, akustyczna gitara, marakasy, kastaniety
- Keith Richards – elektryczna gitara, śpiew towarzyszący, akustyczna gitara, pianino, gitara basowa, tamburyn
- Charlie Watts – perkusja, tamburyn
- Ron Wood – elektryczna gitara, elektryczna gitara hawajska, śpiew towarzyszący, akustyczna gitara, gitara hawajska
- Max Baca – gitara basowa
- Lenny Castro – perkusja
- Pierre de Beauport – akustyczna gitara
- Bernard Fowler – śpiew towarzyszący
- Mark Isham – trąbka
- Luis Jardim – perkusja
- Flaco Jiminez – akordeon
- Darryl Jones – gitara basowa
- Phil Jones – perkusja
- Chuck Leavell – pianino, organy, harmonium, klawesyn
- David McMurray – saksofon
- Ivan Neville – śpiew towarzyszący, organy
- Benmont Tench – organy, pianino, akordeon
- Bobby Womack – śpiew towarzyszący

## Listy przebojów
Album
| rok       | Lista                               | Pozycja |
| --------- | ----------------------------------- | ------- |
| 1994 1995 | UK Top 75 Albums UK Top 75 Albums   | 1 13    |
| 1994 1995 | The Billboard 200 The Billboard 200 | 2 47    |

Single
| rok  | Single               | Lista                  | Pozycja |
| ---- | -------------------- | ---------------------- | ------- |
| 1994 | "Love Is Strong"     | UK Top 75 Singles      | 14      |
| 1994 | "Love Is Strong"     | The Billboard Hot 100  | 91      |
| 1994 | "Love Is Strong"     | Mainstream Rock Tracks | 2       |
| 1994 | "Love Is Strong"     | Hot 100 Singles Sales  | 63      |
| 1994 | "You Got Me Rocking" | Mainstream Rock Tracks | 2       |
| 1994 | "You Got Me Rocking" | UK Top 75 Singles      | 23      |
| 1994 | "Out of Tears"       | Adult Contemporary     | 31      |
| 1994 | "Out of Tears"       | The Billboard Hot 100  | 60      |
| 1994 | "Out of Tears"       | Hot 100 Singles Sales  | 47      |
| 1994 | "Out of Tears"       | Mainstream Rock Tracks | 14      |
| 1994 | "Out of Tears"       | UK Top 75 Singles      | 36      |
| 1995 | "You Got Me Rocking" | Bubbling Under Hot 100 | 113     |
| 1995 | "Sparks Will Fly"    | Mainstream Rock Tracks | 30      |
| 1995 | "I Go Wild"          | Mainstream Rock Tracks | 20      |
| 1995 | "I Go Wild"          | UK Top 75 Singles      | 29      |